# Estación Canal San Fernando
Canal San Fernando es una estación ferroviaria ubicada en la localidad de Tigre, cabecera del partido homónimo, Provincia de Buenos Aires, Argentina. Es una estación intermedia del servicio urbano del Tren de la Costa que se presta entre las estaciones Avenida Maipú y Delta.

## Ubicación
Se encuentra en la intersección de la calle Almirante Brown y la avenida Italia, junto al Río Luján.
Funciona en sus instalaciones el Puesto Central de Operaciones (PCO) y la cochera-taller de la línea donde se depositan y reparan las formaciones